# 宗方小太郎
宗方小太郎（日语：／ Munakata Kotarō；1864年8月6日—1923年2月3日），号北平，日本明治、大正时期大陆浪人兼新聞工作者（记者）、间谍。

## 生平
日本肥后國（今熊本县）出身。师从佐佐友房。
1884年10月，前往大清上海，后在荒尾精创立的汉口乐善堂工作。1890年，在荒尾精创立的日清貿易研究所中负责教育和管理工作并调查中国获取情报。
1893年1月，辞职回国。1893年7月开始受雇于日本海军；清日甲午战争期间，宗方小太郎为日本海军担任侦查任务，曾乔装打扮成中国人潜入北洋水师驻地威海卫收集情报，在向日本海军汇报的16封信中，宗方准确收集到了北洋水师战舰数量、详细番号、执行护送任务、修理军舰、港口驻扎等情况，使日本海军掌握了北洋水师的活动规律，极大地助力了日本海军所制定的战略。此外，宗方还影响了《马关条约》条款的制定。甲午戰時，他曾撰寫《告十八省豪傑書》，試圖煽動漢人起兵反滿。战后，宗方提交的《对清迩言》与《马关条约》条款相似度极高。1895年10月4日得以与明治天皇会面。1896年2月，收购《漢報》。
1898年11月，参加东亚同文会的创立。
1899年7月，宗方小太郎联络孙中山和在日本进行外交活动的刘学询会面，促成刘学询助力孙中山的革命活动。
1907年10月，参与《时报》的发行，并建立東方通信社并担任社长。
1923年2月3日死于上海。

## 日记
宗方小太郎在华期间详细地记录了所到之处的风土人情，内容涉及当地历史、地理、经济、军事等方面，时间至少起自1887年1月3日，止于1923年1月15日，期间很少间断，其中还记录了他与当时中国各界重要人物交往时所得印象，涉及李鸿章、张之洞、文廷式、张元济、汪康年等。他同时还积极联系中国其他政治派人物，包括维新派和革命党人，与北洋政府政要以及梁启超、孙中山、黄兴、徐树铮等都有来往。